# Повар на колёсах
«По́вар на колёсах» (англ. Chef) — комедия 2014 года режиссёра и сценариста Джона Фавро. Главные роли помимо него самого сыграли София Вергара, Джон Легуизамо, Скарлетт Йоханссон, Дастин Хоффман, Оливер Платт, а также Роберт Дауни-младший. Премьера фильма в США состоялась 9 мая 2014 года, в России — 5 июня.

## Сюжет
Карл Каспер — популярный шеф-повар одного из ресторанов в Лос-Анджелесе. Карл не находит взаимопонимания с хозяином ресторана Ривой, который не одобряет кулинарных экспериментов своего шефа и требует придерживаться классических рецептов. Заведение посещает авторитетный ресторанный критик Рамзи Митчел. Из-за тех же требований Ривы Карл получает разгромную рецензию. Шеф ввязывается в перепалку в интернете, потом нападает на критика и осыпает отборной бранью. Видео с инцидентом попадает в социальные сети и набирает массу просмотров на Youtube, но повара выгоняют с работы. На семейном фронте у Карла тоже проблемы — семья давно распалась. Тем не менее бывшая жена Инес приглашает Карла поехать с ней в Майами и заодно попробовать восстановить отношения с 10-летним сыном Перси.
В Майами Карл, благодаря любезности другого бывшего мужа Инес, Марвина, становится владельцем старого фудтрака. С помощью сына и друга Мартина, бросившего ради этого пост су-шефа одного из калифорнийских ресторанов, Карл восстанавливает грязную ржавую развалину и превращает в сияющую мобильную закусочную. Друзья решают сделать ставку на кубинскую кухню.
Предприятие набирает обороты; «кухня на колёсах» путешествует по штатам от Флориды до Калифорнии, с успехом продавая кубинские сэндвичи. Попутно Карл учит сына, которому мать разрешила поехать с отцом, кулинарному мастерству. Перси с большим интересом постигает азы профессии. Одновременно он, как продвинутый современный подросток, разбирающийся в сотовой связи и социальных сетях куда лучше отца и Мартина, организует эффективную рекламную кампанию в Интернете: «Шеф Карл Каспер вернулся», в каждом следующем городе по ходу маршрута фургончик «El Jefe» уже ждут с нетерпением.
Карл чувствует, что к нему возвращается вдохновение, ведь в закусочной на колесах он сам себе хозяин и сам определяет, что и как ему готовить. Добравшись, наконец, до Калифорнии, Карл вынужден вернуть сына Инес, т.к. у Перси скоро учебный год, и времени на помощь с траком просто не будет. Перси этим расстроен, т.к. за время совместного путешествия они с отцом стали близки как никогда, но смиряется. Однако позже он присылает Карлу монтажный видео-дневник их путешествия, и тронутый Карл меняет решение. Инес в итоге тоже решает присоединиться: она принимает заказы, позволяя Карлу, Перси и Мартину спокойно готовить,
Однажды среди посетителей Карл неожиданно замечает Рамзи Митчелла. Критик даёт восторженную оценку его блюдам и признаётся, что причиной его прежнего негативного отзыва было мнение о том, что те классические блюда явно были ниже навыков Карла. Митчелл предлагает шефу партнёрство и покупает для него собственный ресторан в Лос-Анджелесе, где через полгода Карл снова женится на Инес.

## В ролях
| Актёр              | Роль                                |
| ------------------ | ----------------------------------- |
| Джон Фавро         | Карл Каспер                         |
| Джон Легуизамо     | Мартин повар, коллега Карла         |
| Эмджей Энтони      | Перси сын Карла                     |
| София Вергара      | Инес бывшая жена Карла              |
| Дастин Хоффман     | Рива владелец ресторана, босс Карла |
| Скарлетт Йоханссон | Молли хостес ресторана              |
| Бобби Каннавале    | Тони су-шеф                         |
| Оливер Платт       | Рамзи Митчелл кулинарный критик     |
| Эми Седарис        | Джен агент Инес                     |
| Роберт Дауни-мл.   | Марвин бывший муж Инес              |
| Расселл Питерс     | коп                                 |
| Рой Чхве           | в роли самого себя                  |

## Саундтрек
Саундтрек фильма, Chef, был выпущен 6 мая 2014 года под лейблом Milan Records за три дня до выхода фильма.
| №                   | Название                                                    | Исполнитель                                        | Длительность |
| ------------------- | ----------------------------------------------------------- | -------------------------------------------------- | ------------ |
| 1.                  | «I Like It Like That (A Mi Me Gusta Asi)»                   | Pete Rodriguez                                     | 4:25         |
| 2.                  | «Lucky Man»                                                 | Courtney John                                      | 3:16         |
| 3.                  | «A Message to You Rudy»                                     | Grant Phabao, Carlton Livingston & The Lone Ranger | 5:50         |
| 4.                  | «Cavern»                                                    | Liquid Liquid                                      | 5:17         |
| 5.                  | «C.R.E.A.M»                                                 | El Michel’s Affair                                 | 2:54         |
| 6.                  | «Hung Over»                                                 | The Martinis                                       | 2:07         |
| 7.                  | «Que Se Sepa»                                               | Roberto Roena                                      | 3:14         |
| 8.                  | «Ali Baba»                                                  | Louie Ramirez                                      | 4:16         |
| 9.                  | «Homenaje al Benny (Castellano Que Bueno Balia Usted)»      | Gente de Zona                                      | 4:00         |
| 10.                 | «Mi Swing Es Tropical» (feat. Tempo & The Candela Allstars) | Nickodemus & Quantic                               | 3:56         |
| 11.                 | «Bustin’ Loose»                                             | Rebirth Brass Band                                 | 3:55         |
| 12.                 | «Sexual Healing»                                            | Hot 8 Brass Band                                   | 4:59         |
| 13.                 | «When My Train Pulls In»                                    | Gary Clark Jr.                                     | 7:13         |
| 14.                 | «West Coast Poplock»                                        | Ronnie Hudson and The Street People                | 5:29         |
| 15.                 | «Oye Como Va»                                               | Perico Hernandez                                   | 4:06         |
| 16.                 | «La Quimbumba»                                              | Perico Hernandez                                   | 6:05         |
| 17.                 | «One Second Every Day»                                      | Lyle Workman                                       | 2:22         |
| Общая длительность: | Общая длительность:                                         | Общая длительность:                                | 74:01        |

## Отзывы
Фильм получил преимущественно положительные отзывы. На сайте Rotten Tomatoes фильм имеет рейтинг 88 % на основе 151 рецензий.
Питер Трэверс из Rolling Stone дал фильму 3,5 балла из 4. Ричард Рупер дал фильму 3 звезды из 4-х, при этом отметив недостаток развития персонажей.